# 1419
| [ Edytuj tabelę ]                          | |
| Król Polski                                | - 1386 Władysław II Jagiełło 1434                                                                                                   |
| Współksiążęta Andory                       | - 1416 Francesc de Tovia 1436 - 1412 Jan I 1436                                                                                     |
| Król Anglii                                | - 1413 Henryk V 1422 |
| Król Aragonii i Walencji, hrabia Barcelony | - 1416 Alfons V Aragoński 1458 |
| Władca Azteków                             | - 1417 Chimalpopoca 1427 |
| Elektor Brandenburgii                      | - 1415 Fryderyk I 1440 |
| Książę Bawarii-Ingolstadt                  | - 1413 Ludwik VII Brodaty 1443 |
| Książę Bawarii-Landshut                    | - 1393 Henryk XVI Bogaty 1450 |
| Książę Bawarii-Monachium                   | - 1397 Ernest 1438 |
| Książę Burgundii                           | - 1404 Jan bez Trwogi 1419 - 1419 Filip III Dobry 1467                                                                              |
| Cesarz Bizancjum                           | - 1391 Manuel II Paleolog 1425 |
| Sułtan Brunei                              | - 1415 Ahmad 1425 |
| Cesarz Chin                                | - 1402 Yongle 1424 |
| Król Cypru                                 | - 1398 Janusz 1432 |
| Król Czech                                 | - 1378 Wacław IV Luksemburski 1419                                                                                                  |
| Król Danii                                 | - 1396 Eryk Pomorski 1439 |
| Dalajlama                                  | - 1391 Gendun Drup 1474 |
| Władca Egiptu                              | - 1412 Al-Mu’ajjad Szajch 1421 |
| Cesarz Etiopii                             | - 1414 Izaak 1429 |
| Król Francji                               | - 1380 Karol VI 1422 |
| Król Gruzji                                | - 1412 Aleksander 1442 |
| Hrabia Holandii                            | - 1417 Jakobina Bawarska 1433 - 1418 Jan III 1425                                                                                   |
| Władca Inków                               | - 1410 Viracocha 1438 |
| Cesarz Japonii                             | - 1412 Shōkō 1428 |
| Kalif                                      | - 1414 Al-Mu’tadid II 1441 |
| Król Kastylii i Leónu                      | - 1406 Jan II Kastylijski 1454 |
| Patriarcha Konstantynopola                 | - 1416 Józef II 1439 |
| Władca Korei                               | - 1418 Sejong Wielki 1450 |
| Najwyższy książę litewski                  | - 1401 Jagiełło 1434 |
| Wielki książę litewski                     | - 1392 Witold 1430 |
| Cesarz Majapahitu                          | - 1389 Wikramawardhana 1429 |
| Sułtan Maroka                              | - 1398 Usman III 1421 |
| Książę Mediolanu                           | - 1412 Filip Maria 1447 |
| Senior Monako                              | - 1419 Ambroży z Menton 1427 - 1419 Antoni z Roquebrune 1427 - 1419 Jan I 1427                                                      |
| Wielki książę moskiewski                   | - 1389 Wasyl I 1425 |
| Król Nawarry                               | - 1387 Karol III Szlachetny 1425 |
| Król Norwegii                              | - 1396 Eryk Pomorski 1442 |
| Sułtan Omanu                               | - 1406 Machzum ibn al-Fallah 1435                                                                                                   |
| Elektor Palatynatu                         | - 1410 Ludwik III 1436 |
| Papież                                     | - 1417 Marcin V 1431 |
| Król Portugalii                            | - 1385 Jan I 1433 |
| Cesarz Rzymski (niemiecki)                 | - 1410 Zygmunt Luksemburski 1437 |
| Kapitanowie Regenci San Marino             | - 1419 Paolino di Giovanni di Bianco Foschino di Benedetto Madroni 1419 - 1419 Giovanni di Paolino Vitola Benedetto di Tosetto 1419 |
| Despota Serbii                             | - 1402 Stefan IV Lazarević 1427 |
| Elektor Saksonii                           | - 1388 Rudolf III Saski 1419 - 1419 Albrecht III Askańczyk 1422                                                                     |
| Król Szkocji                               | - 1406 Jakub I 1437 |
| Król Szwecji                               | - 1396 Eryk XIII Pomorski 1439 |
| Król Tajlandii                             | - 1409 Intha Racha 1424 |
| Sułtan Turków                              | - 1413 Mehmed I 1421 |
| Doża Wenecji                               | - 1413 Tommaso Mocenigo 1423 |
| Król Węgier                                | - 1387 Zygmunt Luksemburski 1437 |
| Wielki mistrz zakonu krzyżackiego          | - 1414 Michael Küchmeister von Sternberg 1422                                                                                       |

Rok 1419 / MCDXIX
stulecia: XIV wiek ~
XV wiek ~
XVI wiek

lata: 1409 «
1414 «
1415 «
1416 «
1417 «
1418 «
1419
» 1420
» 1421
» 1422
» 1423
» 1424
» 1429

## Wydarzenia w Polsce
- Styczeń – papież zakazał Jagielle podejmowania jakichkolwiek kroków przeciw Zakonowi i wysłał legatów Jakuba, bpa Spoleto i Ferdynanda, bpa Lugano do rozstrzygnięcia sporu.
- Maj – na spotkaniu w Gniewkowie legaci oddalili polskie roszczenia i wydali wyrok na korzyść Zakonu oprotestowany przez stronę polską; jednocześnie na spotkaniu w Koszycach Jagiełło wyraził zgodę na wydanie sądu polubownego w sporze polsko-krzyżackim przez Zygmunta.
- Wobec stanowczej odmowy wielkiego mistrza poddania się arbitrażowi i upływającego 13 czerwca rozejmu pod Czerwińskiem zgromadziły się wojska polsko-litewskie; w obliczu groźby wojny i braku finansów mistrz Michał Kuchmeister przyjął arbitraż króla rzymskiego, legaci i poseł Zygmunta zaś bez porozumienia z Polską przedłużyli rozejm z Zakonem.
- wojska polskie opanowują zamek "dolny" (po stronie południowej) w Santoku
- 15 lipca – Jagiełło zawarł antykrzyżacki sojusz z Erykiem, kr. Skandynawii.
- 26 lipca – Jagiełło zaakceptował przedłużenie rozejmu i wojska wycofały się znad granicy; w Nowym Sączu strona polska przedstawiła Zygmuntowi żądania zwrotu Pomorza i innych nieprawnie zagarniętych ziem, Żmudzi, Kłajpedy, odbudowania zamków i zapłaty za wyrządzone szkody.
- 19 listopada – na Wawelu została koronowana na królową Polski Elżbieta Pilecka, trzecia żona Władysława Jagiełły.
- Powóz z jadącym w nim Jagiełłą trafił piorun, który zabił cztery konie i dwóch dworzan, sam król zaś częściowo stracił słuch, a ubranie miało podobno "śmierdzieć siarką".
- Wielka powódź, która rozniosła drewno składowane w krakowskim porcie rzecznym.
- Tyszowce otrzymały prawa miejskie.
- stłumienie buntu pogańskiego na Żmudzi przeciwko Witoldowi i ścięcie 60 jego przywódców.
- Grójec otrzymał prawa miejskie.

## Wydarzenia na świecie
- 19 stycznia – wojna stuletnia: Anglicy zdobyli Rouen, przejmując w ten sposób kontrolę nad całą Normandią.
- 30 lipca – I Defenestracja praska: w czasie wojen husyckich, podczas sporu w Radzie Miasta, zostało wyrzuconych przez okno ratusza praskiego siedmiu katolickich rajców.
- 16 sierpnia – Zygmunt Luksemburski został królem Czech.
- 10 września – książę Burgundii Jan Nieustraszony został zamordowany przez popleczników późniejszego króla Francji, Karola VII.
- 4 listopada – porażka husytów w bitwie pod Živohoštem.
- Książę Malakki przeszedł na islam.

## Urodzili się
- 10 lipca – Go-Hanazono, cesarz Japonii (zm. 1471)
- 5 września – Jan I, książę Kleve i hrabia Mark (zm. 1481)
- Juan Pacheco – możnowładca kastylijski, wielki mistrz zakonu Santiago (zm. 1474)

## Zmarli
- 5 kwietnia – Wincenty Ferreriusz, hiszpański dominikanin, święty katolicki (ur. ok. 1350)
- 19 maja – Jan von Wallenrode, biskup Liège
- 10 czerwca – Jan Dominici, włoski dominikanin, kardynał, błogosławiony katolicki (ur. 1355)
- 11 czerwca – Rudolf III Saski, władca Saksonii-Wittenbergi (ur. przed 1367)
- 28 czerwca – Amadeo di Saluzzo, włoski kardynał (ur. 1361)
- 2 lipca – Eberhard IV Wirtemberski, hrabia Wirtembergii (ur. 1388)
- 16 sierpnia – Wacław IV Luksemburski, król Czech (ur. 1361)
- 10 września – Jan bez Trwogi, książę Burgundii (ur. 1371)
- 23 września – Jan II z Nassau, arcybiskup Moguncji (ur. ok. 1360)
- 22 grudnia – Jan XXIII, antypapież obediencji pizańskiej (ur. ok. 1360/1370)
- 30 grudnia – Wacław II legnicki, książę legnicki, biskup lubuski i biskup wrocławski (ur. 1348)
- data dzienna nieznana:
  - Mikołaj Błociszewski, polski rycerz i dyplomata, kasztelan santocki, sędzia ziemski poznański (ur. ?)
  - Congkhapa, buddyjski uczony i reformator (ur. 1357)
  - Edygej, wódz plemienia Mangytów i faktyczny władca złotej ordy w latach 1400–1412 (ur. 1352)
  - Maciej Janina, biskup przemyski (ur. ?)
  - Jeremferden, chan Złotej Ordy (ur. ?)
  - Jan Ligęza, polski rycerz, wojewoda i starosta łęczycki (ur. ?)
  - Przecław Słota, polski rycerz, burgrabia i podstarości poznański (ur. ok. 1375)